# ورم سدوي
الورم السدوي (بالإنجليزية: Stromal tumor)‏ هوَ ورم ينشأ في النسيج الضام للأعضاء.